# 三杠
三槓是麻將中的一種和牌形式，在手牌中有3組槓子（不論是明槓、暗槓皆可）時成立。日本麻將中稱為三槓子，為2翻役，可另計三暗刻。

## 日本麻雀中的「三槓子」
只要有3个槓子就成立，剩下的一个面子可以是顺子或刻子。常常和对对和複合，偶然會得到第4組槓子形成四槓子。
三槓子是一種罕見的役種，出現機率與役滿差不多，主要原因在於槓牌本身有一定難度外，當有人出現三槓子役時會被他家鎖定或提防，並容易遭受四槓散了流局的狀況。且在日本麻將規則中槓牌時會翻開槓懸賞表示牌，因此會造成懸賞牌增加，提升了四家胡大牌的機會，故有經驗者或是不想做四槓子的玩家比較不會槓牌，因此造成三槓子出現機率比四暗刻、大三元、国士无双、字一色還低的情形。

### 圖例
與的雙碰聽牌。
聽和，但由於已經被自家暗槓，因此只能等待和牌。若下一張進牌為，則可捨棄或，形成四暗刻單騎的聽牌形式。